# Det Danske Gaskompagni
Det Danske Gaskompagni A/S var Danmarks første gasforsyningsselskab, stiftet i 1853.
Det var den engelsk orienterede Regnar Westenholz, som bragte gassen til Danmark. I 1852 grundlagde han ved hjælp af engelsk kapital, udstyr og kul The Odense Gas Company. Selskabet byggede gasværket i Odense i 1853, som blev den første danske by med gaslygter. Samme år fik Westenholtz tilført kapital, og selskabet blev omdannet til Det danske Gascompagni, hvis øvrige interessenter var G.P. Bidder og Samuel Morton Peto fra det kendte jernbaneentreprenørfirma Peto, Brassey & Betts. Den 23. juni dette år overtog Gaskompagniet det gamle selskab for 5.625 £. Hovedsædet blev lagt i Flensborg, da det var bekvemt i forhold til de eksisterende jernbaneengagementer i Jylland og hertugdømmerne. C.M. Poulsen blev hovedkasserer og generalagent (=direktør), mens Thomas Alfred English blev ledende ingeniør. Han var en pionér på dette ingeniørtekniske område og havde sammen med Carl Julius Hanssen etableret ingeniørfirmaet English & Hanssen.
Det danske Gaskompagni kom til at etablere og drive gasværker i mange større danske byer, og udviklingen gik stærkt. I årene 1853-1855 udførte English & Hanssen værker i Gaskompagniets regi i byerne Odense, Flensborg, Randers, Helsingør, Aalborg, Assens og Aarhus. Siden fulgte værker i Svendborg (1856), Nyborg, Viborg og Vejle (1858-59) og på Frederiksberg (1860).
I 1866 flyttede Det danske Gaskompagni hovedsædet til Frederiksberg. I 1907 fik det en ny bygning på Gammel Kongevej 120. Den palælignende bygning blev tegnet i nybarok af Gotfred Tvede og findes stadig. Den var i en menneskealder rammen om Frederiksberg Antikvariat med den ekscentriske indehaver. Senere valgte selskabets ledelse kun at have hovedsæde i Odense, på adressen Mageløs 1.
Selskabet ejede i 1950 kun gasværker i Odense og Ribnitz i Mecklenburg, fordi de danske kommuner gradvist overtog værkerne eller etablerede nye. Randers Kommune overtog i 1909 DDGs værk i byen (for 1 mio. kr.), og Frederiksberg Kommune gjorde det samme i 1921. Slutteligt i 1953 overtog Odense Kommune som den sidste i Danmark "sit" værk.
Administrerende direktør i 1950 (siden 1946): Corbett Edwards (1893-).